# Fissistigma uonicum
Fissistigma uonicum (Dunn) Merr. – gatunek rośliny z rodziny flaszowcowatych (Annonaceae Juss.). Występuje naturalnie w Indonezji oraz południowych Chinach (w prowincjach Fujian, Guangdong, Kuejczou, Hajnan i Hunan). 

## Morfologia
PokrójZimozielone i zdrewniałe liany dorastające do 5 m wysokości.
LiścieMają podłużny kształt. Mierzą 4–20 cm długości oraz 1–5 cm szerokości. Są owłosione od spodu. Nasada liścia jest oo zaokrąglonej do klinowej. Blaszka liściowa jest o ostrym wierzchołku. Ogonek liściowy jest nagi i dorasta do 5–10 mm długości.
KwiatySą pojedyncze lub zebrane w pary, rozwijają się w kątach pędów. Wydzielają zapach. Działki kielicha mają owalny kształt i są owłosione od wewnętrznej strony. Płatki mają żółtą barwę, zewnętrzne mają lancetowaty kształt, są owłosione od wewnątrz i osiągają do 15 mm długości, natomiast wewnętrzne są okrągłe, także owłosione od wewnętrznej strony i mierzą 15 mm długości. Kwiaty mają owłosione słupki o podłużnym kształcie.
OwoceZebrane w owoc zbiorowy o kształcie od kulistego do cylindrycznego. Są mniej lub bardziej owłosione, osadzone na szypułkach. Osiągają 4 cm średnicy.

## Biologia i ekologia
Rośnie w lasach. Występuje na wysokości do 800 m n.p.m. Kwitnie od marca do czerwca, natomiast owoce pojawiają się od czerwca do grudnia. 

## Zastosowanie
Owoce tego gatunku są jadalne, natomiast liście są wykorzystywane w południowo-wschodniej części Chin do przygotowania alkoholu.